# مايكل كلاين
مايكل كلاين (بالألمانية: Michael Klein)‏ (و. 1943  م) هو نحات ألماني، ولد في برلين.